# Rejon sowiecki (Mari El)
Rejon sowiecki (ros. Советский район) – rejon w należącej do Rosji nadwołżańskiej republice Mari El.
Rejon leży w środkowej części republiki i ma powierzchnię 1421 km². 1 stycznia 2006 r. na jego obszarze żyło 30.082 osób. Ośrodkiem administracyjnym rejonu jest osiedle typu miejskiego Sowietski, liczące 10 619 mieszkańców (2005 r.). Pozostałe ośroki osadnicze na terenie tej jednostki podziału administracyjnego w rejonie mają charakter wiejski i ok. 2/3 populacji rejonu stanowi ludność wiejska.
Gęstość zaludnienia w rejonie wynosi 21,2 os./km²